# Federico Muñoz Contreras
Federico Muñoz Contreras (Conca, 1880 - † Vilapicina, 10 de gener de 1935) va ser botxí titular de l'Audiència de Barcelona.

## Biografia
Va succeir Rogelio Pérez, que va morir en una represàlia anarquista el 1924. L'agost de 1925 va executar la seva primera sentència amb José Vidor, acusat de violació i assassinat. Després de la reforma del Codi Penal de 1932 el seu treball queda en suspens durant dos anys, data en la qual es restableix la pena de mort per a casos de terrorisme.
El 1935 va rebre tres trets en un bar de Vilapicina, morint en l'acte. Es va detenir tres persones en relació al crim. Es va processar i va condemnar en rebel·lia (havia fugit a França i no va tornar a Espanya fins a esclatar la Guerra Civil) Genís Urrea Piñol com a autor del crim, que va ser indultat el 1936. Avui dia és clar qui va ser l'autor de l'assassinat, encara que es considera que Muñoz fou assassinat per membres de la FAI en represàlia per l'execució d'Andrés Aranda uns mesos abans.

## Alguns dels reus executats per Federico Muñoz
- José Didón[4] o Vidor[5] (Barcelona, agost de 1926).
- Andrés Aranda Ortiz (Barcelona, 21 de desembre de 1934)[5][6]